# Saint-Quentin-la-Chabanne
Saint-Quentin-la-Chabanne é uma comuna francesa na região administrativa da Nova Aquitânia, no departamento de Creuse. Estende-se por uma área de 29,59 km². Em 2010 a comuna tinha 402 habitantes (densidade: 13,6 hab./km²).